# Nicolas Perrenot de Granvelle

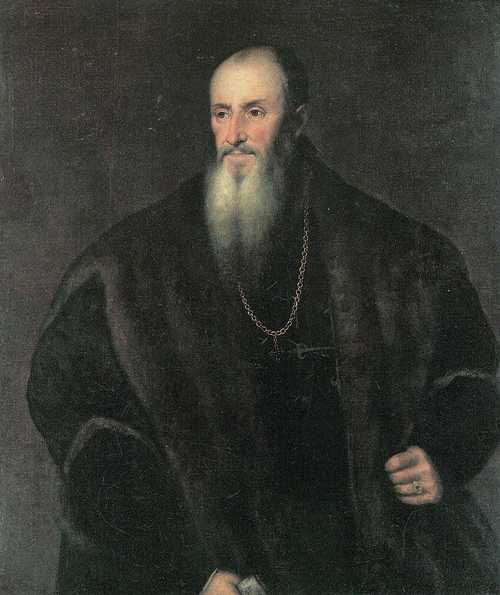
Nicolas de Granvelle (Porträt von Tizian)

Nicolas Perrenot de Granvelle (auch Granvelle d. Ä.; lateinisch Nicolaus Perrenotus Granvellanus) (* 1484 in Ornans; † 28. August 1550 in Augsburg) war ein burgundischer Jurist und Staatsmann im Heiligen Römischen Reich.

## Leben und Wirken
Nicolas Perrenot kam in Ornans, einer kleinen Ortschaft unweit von Besançon in der Freigrafschaft Burgund, in einfachen bürgerlichen Verhältnissen zur Welt. Sein Vater soll, wie Friedrich Schiller in seiner Geschichte des Abfalls der vereinigten Niederlande vermerkt, ein Eisenschmied gewesen sein. Den Adelstitel „Herr von Granvella“ erwarb Nicolas Perrenot sich erst später. Er studierte zunächst an der Universität der ebenfalls zur Freigrafschaft gehörenden Stadt Dole und wurde dort auch zum Doktor beider Rechte promoviert. Im Anschluss begann er seine juristische Karriere als Advokat in Dole. 1518 wurde er Mitglied des dortigen Stadtparlaments – eine Tätigkeit, die mit seiner Erhebung in den Adelsstand verbunden war.
Im Jahr 1519 trat in die Dienste Karls V. und wurde in der Regierungsbehörde der habsburgischen Niederlande zunächst zuständig für Bittschriften und Gesuche. 1521 nahm er mit Karls Großkanzler Mercurino Gattinara auf habsburgischer Seite an den Verhandlungen zwischen Frankreich und den Habsburgern teil, die unter Vermittlung von Kardinal Thomas Wolsey in Calais stattfanden. Im Jahre 1530 wurde er schließlich zum Kanzler des Kaisers ernannt und führte 1540 den Vorsitz auf den Reichstagen in Worms und Regensburg. Er starb am 15. August 1550 in Augsburg während des dort abgehaltenen Reichstages.
Sein Sohn Antoine Perrenot de Granvelle agierte bereits auf den Reichstagen der vierziger Jahre als rechte Hand seines Vaters in Diensten Karl V. und wurde später dann einer der einflussreichsten Politiker am Hofe Philipps II. von Spanien.